# Ferencváros Torna Club
El Ferencváros Torna Club (en español: Club de Gimnasia Ferencváros) más conocido como el Ferencváros, Fradi, o FTC, es un club deportivo profesional húngaro con sede en el barrio de Ferencváros de Budapest. El club fue fundado en 1899, disputa sus partidos como local en el Groupama Arena y juega en la NB1, la primera división húngara.
Considerado el equipo húngaro de mayor éxito, tanto a nivel nacional como internacional, el club ganó la Copa europea de Ferias 1964-65 a nivel internacional, y a nivel nacional cuenta con más de 60 títulos incluyendo 36 Ligas y 24 Copas de Hungría. El Ferencváros había participado en todos los campeonatos de primera división desde el inicio de la liga de fútbol de Hungría en 1901 hasta la temporada 2006/07, en la que descendió a NB2 por problemas financieros.
Además de la sección femenina de fútbol cuenta con secciones de waterpolo, fútbol Sala, balonmano, hockey sobre hielo y patinaje.

## Historia

### Orígenes (1899-1920)

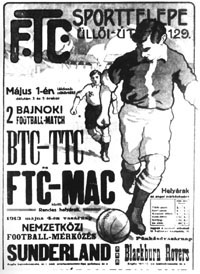
Cartel de 1913 anunciando el partido Ferencváros-Magyar AC.

El 3 de mayo de 1899 se fundó el Ferencvárosi TC por los vecinos del noveno distrito de Budapest. Ferenc Springer, un abogado del mismo distrito, fue nombrado primer presidente del club. El primer estadio del club fue construido en la avenida Soroksári en el noveno distrito. El 3 de diciembre de 1900, el departamento de fútbol del club fue fundado oficialmente. Dos meses más tarde, en febrero, se disputó el primer partido del Campeonato Nacional de Hungría entre el Ferencvárosi y Budapesti Torna Club. Dado que el partido no fue anunciado en la Federación Húngara de Fútbol, no se considera como el primer partido oficial del club. Dos meses más tarde, el 21 de abril de 1900, el equipo jugó su primer partido oficial contra Műegyetem, que acabó con derrota, 5-3. El primer gol del club fue anotado por Gáspár Borbás. El primer punto en el campeonato fue conseguido, precisamente, contra Műegyetem en un empate. La victoria llegó por primera vez el 16 de junio de 1901, cuando venció al Budapesti Sport Club por 5-1. Por su parte, el primer partido internacional del Ferencváros fue ante el Vienna Cricket and Football Club y perdió por 9-0. La primera victoria en territorio internacional fue contra el propio club vienés por 5-0. Esta fue la primera vez que el equipo llevaba la indumentaria de rayas verdes y blancas que ahora es el emblema del club.
En 1902 el Ferencváros perdió ante el Oxford United por 16-0, que sigue siendo la mayor derrota en la historia del club. En 1903 el club ganó su primer Campeonato Nacional de Hungría y en 1905 el segundo. Con todo, el club consiguió cinco títulos en la década de 1900. El 12 de febrero de 1911, el estadio actual del club fue inaugurado. El primer gol en el nuevo estadio fue anotado por Imre Schlosser. En 1912 el Ferencváros ganó al Woking FC en Inglaterra. En el mismo año Ferencváros venció al III. Kerületi TUE por 11-3 (Imre Schlosser anotó ocho goles, el récord del club en un partido) y se convirtió en campeón por séptima vez. En 1914, y con el comienzo de la Primera Guerra Mundial, muchos jugadores del club fueron reclutados y, a su vez, muchos de ellos nunca regresaron.

### Dominio nacional (1920-1949) y crisis deportiva (1950-1959)
La década de 1920 no fue un período exitoso para el club, ya que MTK Hungária FC ganó el Campeonato Nacional de Hungría en diez ocasiones. En la temporada 1924-25 el Ferencváros perdió 14-2 ante el MTK Hungária FC, que sigue siendo la mayor derrota del campeonato. En 1926 Ferencváros pudo vencer a su rival y se convirtió en campeón de nuevo tras 13 años en blanco. En 1926 se formó el campeonato profesional y el primer jugador profesional de la plantilla fue Horváth II. El primer campeonato fue ganado por el Ferencváros en 1927 y en la siguiente temporada el club hizo doblete al ganar Liga y Copa. En ese mismo año Ferencváros logró la Copa Mitropa 1928 superando a SK Rapid Wien en el global por 10-6 en la final. Este fue el primer trofeo internacional del club húngaro. Ferencváros participó en una gira por Sudamérica, donde el equipo venció sorprendentemente al bicampeón olímpico Uruguay por 3-2.
En la década de 1930 ganó cuatro Campeonatos nacionales de liga (1931-32, 1933-34, 1937-38 y 1939-40). Incluso en la temporada 1931-32 el equipo ganó 22 partidos de 22, que sigue siendo un récord en el Campeonato Nacional de Hungría. Durante esta temporada el equipo anotó su gol número 400 en el campeonato. Según la revista francesa L'Équipe —llamada en aquel entonces L'Auto—, Ferencváros era el séptimo mejor equipo de Europa en 1933. En 1937 ganó la Copa Mitropa superando al SS Lazio por 4-2 en la final en Budapest. Además, el equipo se proclamó campeón de la Copa de Hungría en dos ocasiones, en 1933 y en 1935. En la década de 1940 el Ferencváros se hizo con dos nuevos títulos de liga en 1940-41 —anotando en esa temporada más de cien goles— y 1948-49. En la década de 1940 Ferencváros fue el primer equipo que viajó a los Estados Unidos. El 31 de octubre de 1948, Ferencváros jugó su partido número 1000 en el Campeonato Nacional de Hungría I. En la temporada 1948-49 el equipo celebró su 50 aniversario ganando el título de liga de esa temporada, que pasaría a la historia por ser capaz de anotar 140 goles en 30 partidos (el delantero Ferenc Deák anotó 59 goles). El equipo ganaría la Copa de Hungría en tres ocasiones en 1942, 1943 y 1944, pero en la década de 1950 no conseguiría ningún título oficial hasta la Copa de Hungría de 1958.

### Época dorada (1960-1979)
Durante este período el Ferencváros ganó el Campeonato Nacional de Hungría I en cuatro ocasiones (1963, 1964, 1967 y 1968). En el marco internacional, el Ferencváros jugó tres finales: la de Copa de Ferias 1964-65 ante la Juventus FC, la edición de 1967-68 contra el Leeds United y la de la Recopa de Europa 1974-75 contra el FC Dinamo de Kiev. Pese a ello, el club magiar sólo se proclamó campeón de la Copa de Ferias 1964-65 ante la Juventus, y es el único equipo húngaro que ha ganado un trofeo europeo.
La Copa de Ferias 1964-65 —ahora denominada UEFA Europa League— ganada por el Ferencváros comenzó gestándose con una victoria ante el Spartak Brno checoslovaco por 2-1 en el global, para después eliminar al Wiener Sport-Club por 2-2 en el global, AS Roma por 3-1 en el global, Athletic Club por 2-2 en el global, Manchester United FC por 3-3 en el global y la Juventus FC por 1-0 en la final. Dicha final se jugó en Turín, en el Stadio Comunale ante 40.000 espectadores. El único gol del partido llegó en el minuto 74 cuando Máté Fenyvesi marcó el gol del título. El 23 de junio de 1965 Ferencváros se convirtió en el campeón de la Copa de Ferias.
Ferencváros llegó a los cuartos de final de la temporada 1965-1966 de la Copa de Europa tras vencer al Keflavík FC por 13-2 en el global, el Panathinaikos FC por 3-1 en el global, y perdió ante el Inter de Milán por 1-5 en el global. Flórián Albert fue nombrado Futbolista Europeo del Año en 1967 y fue el jugador más exitoso del Ferencváros desde la formación del club al anotar 255 goles en 351 partidos desde 1958 hasta 1974.
En la Copa de Ferias 1967-68, el Ferencváros venció al FC Argeș Pitești por 5-3 en el cómputo global, al Real Zaragoza por 4-2 en el global, Liverpool FC por 2-0 en el global, Athletic Club por 4-2 en el global y Bologna FC 1909 por 5-4. En la final, el Ferencváros cayó derrotado ante el Leeds United 1-0 en Elland Road y en el segundo partido en el Népstadion (ahora Estadio Ferenc Puskás) el resultado fue 0-0 frente a 76.000 espectadores, por lo tanto, Ferencváros no pudo celebrar su segundo título en la Copa de Ferias.
En la década de 1970 Ferencváros consiguió solo un título de liga, en 1976, pero tuvo más éxito en la Copa de Hungría que ganó en cuatro ocasiones (1972, 1974, 1976 y 1978). El club alcanzó las semifinales de la Copa de la UEFA 1971-72 al eliminar al Fenerbahçe S.K. por 4-2 en el global, Panionios NFC, Eintracht Braunschweig por 6-3, el FK Željezničar por 3-3 en Sarajevo y perdió ante el Wolverhampton Wanderers FC en las semifinales por 3-4. El 17 de marzo de 1974, el legendario e icónico Flórián Albert jugó su último partido y dijo adiós con un gol. En la Recopa de Europa de la temporada 1974-75, el Ferencváros venció al Cardiff City FC por 6-1 en el global, Liverpool FC por 1-1 en el global, Malmö FF por 4-2 en el global y al Estrella Roja de Belgrado por 4-3 en el global, pero perdió ante el poderoso FC Dynamo Kiev soviético por 3-0 en la final disputada en el St. Jakob Park de Basilea.

### Años 1980 y debut en Liga de Campeones (1990-1999)
En la década de 1980 Ferencváros ganó un solo campeonato, en la temporada 1980-81. Tibor Nyilasi fue galardonado con la Bota de Plata al marcar 30 goles en una temporada. Durante la gestión de Tibor Nyilasi como entrenador, el Ferencváros ganó el Campeonato Nacional I en 1992. Ferencváros también logró la Copa de Hungría en tres ocasiones. Durante la gestión del doble medallista del oro olímpico y campeón de la Copa de Ferias 1964-65 Dezső Novák, el club ganó el Campeonato Nacional de Hungría en dos ocasiones: 1995 y 1996.
El equipo de Novak también tuvo éxito a nivel internacional. Ferencváros fue el primer equipo húngaro en clasificarse para la fase final de la Liga de Campeones de la UEFA en 1995, superando al RSC Anderlecht en la ronda de clasificación. En el partido de ida, Ferencváros venció por 1-0 a los belgas. En Budapest empató (1-1), por lo tanto, el equipo avanzaba para la fase de grupos de la Liga de Campeones. El 13 de septiembre de 1995 Ferencváros derrotó al Grasshoppers en Suiza, 0-3. Krisztián Lisztes y Ottó Vincze (2) marcaron los goles húngaros. En el segundo partido del grupo Ferencváros debutó en el Stadion Albert Flórián contra el campeón holandés, el AFC Ajax. El resultado final fue 5-1 para el club holandés. El 18 de octubre Ferencváros jugó en el Estadio Santiago Bernabéu contra el campeón de la Liga, el Real Madrid. El resultado final fue 6-1 para los blancos. El 1 de noviembre el Real Madrid visitó Budapest y el resultado fue un meritorio empate a un gol. El penúltimo partido de la fase de grupos fue contra los campeones Grasshoppers de Suiza. El resultado fue 3-3. El último partido de la fase de grupos se disputó en el estadio Olympisch contra el Ajax, que ganó 4-0. Ferencváros terminó tercero en el grupo y fue eliminado de la fase de grupos. Ferencváros fue subcampeón en el Campeonato Nacional de Hungría I durante la segunda etapa del técnico Tibor Nyilasi.

### Crisis financiera y descenso a NBII (2000-2009)
En 2003 el Ferencváros entró en la Bolsa de Valores de Budapest como el primer equipo húngaro en dar un paso para convertirse en una sociedad anónima. Ferencváros fue eliminado de la Liga de Campeones de la UEFA 2004-05 por el Sparta Praga y por lo tanto, tuvo que conformarse con la Copa de la UEFA, a la que llegó a la fase de grupos tras derrotar al Millwall FC por 4-2 en el global. En la fase de grupos derrotó al Hearts of Midlothian por 1-0, empató con el Feyenoord, y perdió ante el FC Basilea y el Schalke 04. En 2004 puso en marcha una campaña contra el racismo con el fin de erradicar la intolerancia y la discriminación en el fútbol. En la temporada 2004-05 Ferencváros terminó en segundo lugar y logró clasificarse para la Copa de la UEFA.
Ferencváros entró en la Copa de la UEFA 2005-06, pero perdió contra el FC Partizan Minsk de Bielorrusia. En el partido de ida perdió 2-0, mientras que ganó fuera por 2-1, pero el 3-2 global lo eliminó de la Copa de la UEFA.
En julio de 2006, el club fue descalificado de la NBI como castigo por sus continuos problemas financieros, aunque el club cuestionó la legalidad de esta medida en los tribunales. Ferencváros ganó el caso y la sentencia declaró que la Federación actuó en contra de la ley. Sin embargo, se alcanzó un acuerdo fuera de tribunales entre el club y la Federación Húngara de Fútbol. En la temporada 2006/07, el Nyíregyháza Spartacus derrotó al Ferencváros en una igualada promoción, consumándose el descenso, por primera vez en su historia, del Ferencváros a NBII. A pesar de las inversiones en jugadores, incluyendo ex estrellas del club, la temporada 2007/08 fue más problemática. Esta vez el Kecskeméti y el Szolnok dejaron fuera de la lucha por el ascenso de la NBII (Grupo Oriental) al Ferencváros. En la temporada 2008/09, sin embargo, el club se aseguró su regreso a la NBI.
En febrero de 2008, Kevin McCabe, presidente del club de fútbol inglés Sheffield United, cerró un acuerdo con el club para comprar la entidad y con el gobierno húngaro para adquirir y mejorar el Albert Flórián Stadion. En abril de 2008, el Ferencváros Torna Club firmó un acuerdo para vender el club de fútbol Ferencváros Labdarúgó ZRt a Esplanade Kft, la empresa de McCabe en Hungría.
El club regresó el 22 de mayo de 2009 a la Liga Soproni después de una ausencia de dos años. El 29 de septiembre de 2020, el club regresa a la fase de grupos de la Liga de Campeones de la UEFA tras el empate global a 3 goles con el Molde siendo beneficiado por el gol de visitante.
En la temporada 2022-23, se convirtió en el primer equipo húngaro en alcanzar los octavos de final de la Europa League.

## Estadio

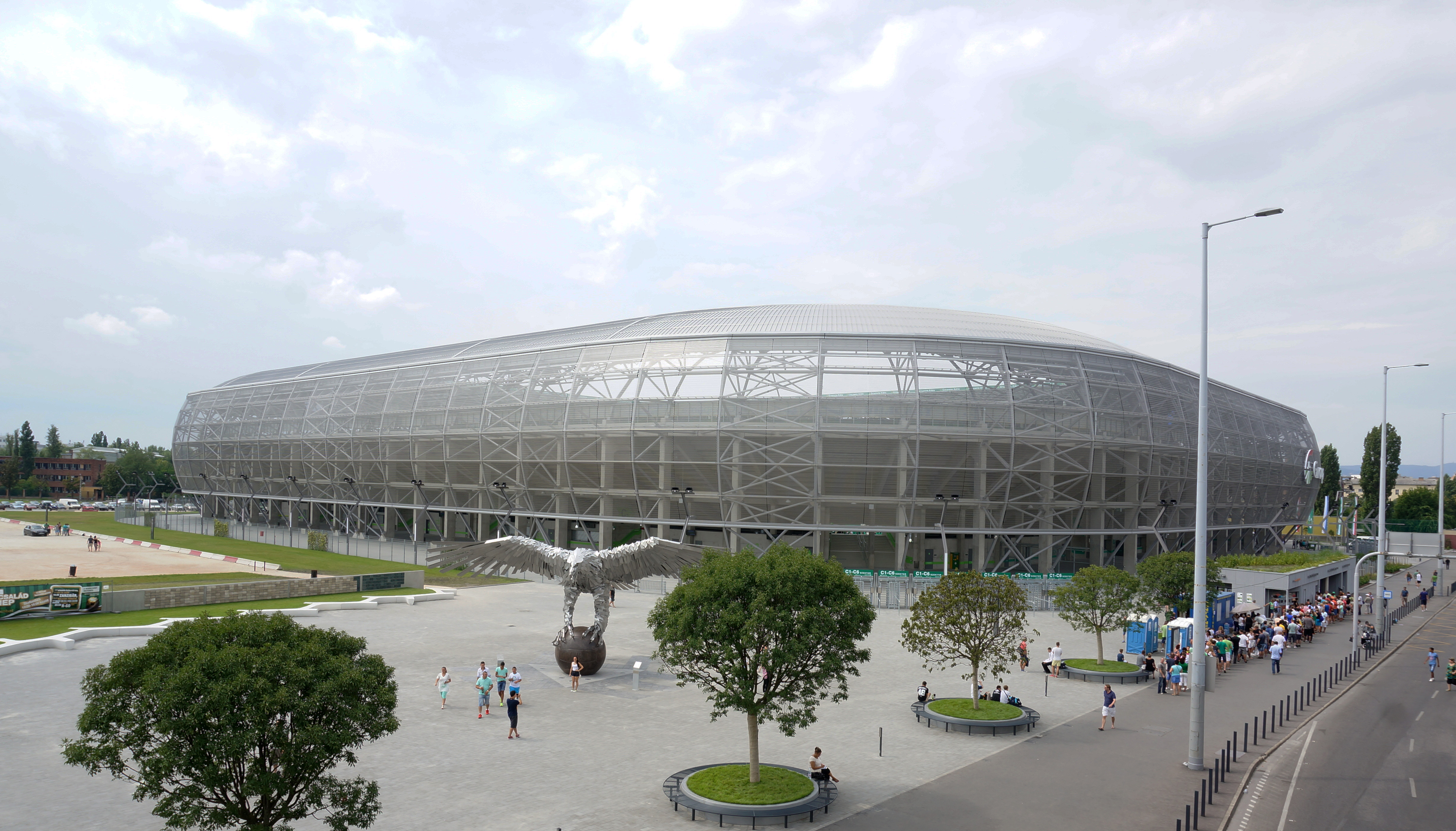
Groupama Aréna, el nuevo estadio del club construido en el sitio del antiguo Albert Flórián Stadion.

El Ferencváros disputa sus partidos como local en el moderno Groupama Aréna, estadio inaugurado en agosto de 2014 con una capacidad para 23 698 espectadores sentados, que se encuentra en el barrio de Ferencváros. El estadio ocupa el lugar del mítico Stadion Albert Flórián, que fue demolido en 2013 tras más de cien años de historia. Anteriormente conocido como Üllői úti Stadion por su ubicación, se cambió el nombre en honor de la leyenda y Balón de Oro del club Flórián Albert, en 2007 y tras su reconstrucción fue nombrado Groupama Arena por motivos de patrocinio.
El primer estadio se empezó a construir en el otoño de 1910. El 12 de febrero de 1911, el Ferencváros jugó su primer partido contra sus rivales del MTK Budapest. El primer estadio podía albergar 40 000 espectadores. En 1971 las gradas fueron demolidas y se comenzó a construir un nuevo estadio, que fue inaugurado en el 75.º aniversario del club. El 19 de mayo de 1974, se jugó el primer partido contra el Vasas SC. Esta versión del estadio acogía 29 505 espectadores (incluidos 10 771 asientos y 18 734 de pie).
En la década de 1990 el estadio fue rediseñado para cumplir con los requisitos de la UEFA por lo tanto, su capacidad se redujo a 18 100.
El 21 de diciembre de 2007, el estadio cambió su denominación de Üllői úti Stadion a Stadion Albert Flórián. El futbolista Flórián Albert estuvo presente en la ceremonia de inauguración.
En 2012 Gábor Kubatov, el presidente del club, anunció los planes de construcción de un nuevo estadio en su lugar. Desde la temporada 2013-14, el club jugará en el Estadio Ferenc Puskás mientras se lleva a cabo la construcción de las nuevas instalaciones deportivas.

## Afición y rivalidades
Los aficionados del club no sólo proceden del distrito 9 (llamado Ferencváros) de Budapest, sino que cuenta con seguidores en toda Hungría. De hecho, el Ferencváros es el club de fútbol con más aficionados del país. Al ser el equipo más laureado y con más seguidores del fútbol húngaro, surgieron diversas rivalidades con otros equipos.
La rivalidad más importante es la que mantiene, tradicionalmente, con el Újpest FC que es su gran rival en la capital y en Hungría. Ambos son dos de los equipos más laureados del país y el derbi entre ellos es conocido como el derbi de Budapest, que se encuentra entre las rivalidades futbolísticas más candentes y peligrosas del mundo. El Ferencváros también mantiene una histórica rivalidad con el MTK Hungária FC, el Vasas SC y el Honvéd. Su rivalidad con el Honvéd data de 1949, cuando se instaló el gobierno comunista en Hungría y el Honvéd, el equipo del Ejército húngaro, se aseguró el derecho de contar con los mejores jugadores del país, entre ellos Zoltán Czibor y Sándor Kocsis, del Ferencváros.
Más recientemente, en la década de 2000, el club ha desarrollado una creciente rivalidad con un rival fuera de Budapest, el Debreceni VSC. Los encuentros entre estos equipos son siempre muy tensos y se han registrado varios sucesos violentos entre sus aficionados más radicales.

## Entrenadores
| - István Tóth-Potya (1926–30) - Zoltán Blum (1930–37) - Sándor Bródy (1937) - József Sándor (1937) - Emil Rauchmaul (1937–38) - György Hlavay (1938–39) - Lajos Dimény (1939–42) - István Tóth-Potya (1943) - Alfréd Schaffer (1943–44) - Pál Szabó (1945) - István Mike (1940s) - Gábor Urbancsik (1945–46) - Lajos Dimény (1946–47) - Zoltán Opata (1947) - Antal Lyka (1948–50) - Miklós Vadas (1950) - Gábor Urbancsik (1951) - Ferenc Deák (1952) - Károly Sós (1953–56) - Árpád Csanádi (1957) | - Sándor Tátrai (1958–61) - József Mészáros (1961–65) - Oszkár Vilezsál (1965) - Sándor Tátrai (1966) - Károly Lakat (1967–69) - Géza Kalocsay (1970) - Jenő Dalnoki (1970) - Ferenc Csanádi (1970–73) - Dezső Novák (1973) - Jenő Dalnoki (1973–78) - Zoltán Friedmanszky (1978–80) - Dezső Novák (1980–83) - Géza Vincze (1984–85) - Jenő Dalnoki (1985–87) - Gyula Rákosi (1987–90) - Tibor Nyilasi (1990–94) - Dezső Novák (1994–96) - József Mucha (1996) - Zoltán Varga (1996–97) - Tibor Nyilasi (1997–98) - Marijan Vlak (1999) | - József Mucha (1999) - Stanko Poklepović (1999-00) - János Csank (2000–01) - József Garami (2002–03) - Attila Pintér (2004) - Csaba László (2004–05) - Imre Gellei (2005–07) - Zoran Kuntic (2007) - János Csank (2007–08) - Bobby Davison (2008–09) - Craig Short (2009–10) - László Prukner (2010–2011) - Lajos Détári (2011–2012) - Ricardo Moniz (2012–2013) - Thomas Doll (2013–2018) - Serhiy Rebrov (2018–2021) - Peter Stöger (2021) - Stanislav Cherchésov (2021-2023) - Dejan Stanković (2023-2024) - Pascal Jansen (2024) - Robbie Keane (2025-) |

## Palmarés

### Torneos nacionales (68)
| Competiciones nacionales         | Títulos | Subcampeonatos |
| -------------------------------- | --- | --- |
| Primera División (36/36)         | 1903, 1905, 1906-07, 1908-09, 1909-10, 1910-11, 1911-12, 1912-13, 1925-26, 1926-27, 1927-28, 1931-32, 1933-34, 1937-38, 1939-40, 1940-41, 1948-49, 1962-63, 1963-64, 1966-67, 1967-68, 1975-76, 1980-81, 1991-92, 1994-95, 1995-96, 2000-01, 2003-04, 2015-16, 2018-19, 2019-20, 2020-21, 2021-22, 2022-23, 2023-24, 2024-25. (Récord) | 1902, 1904, 1907-08, 1913-14, 1917-18, 1918-19, 1921-22, 1923-24, 1924-25, 1928-29, 1929-30, 1934-35, 1936-37, 1938-39, 1943-44, 1945, 1949-50, 1959-60, 1965, 1966, 1970, 1970-71, 1972-73, 1973-74, 1978-79, 1981-82, 1982-83, 1988-89, 1990-91, 1997-98, 1998-99, 2001-02, 2002-03, 2004-05, 2014-15, 2017-18. (Récord) |
| Copa de Hungría (24/11)          | 1912-13, 1921-22, 1926-27, 1927-28, 1932-33, 1934-35, 1941-42, 1942-43, 1943-44, 1955-58, 1971-72, 1973-74, 1975-76, 1977-78, 1990-91, 1992-93, 1993-94, 1994-95, 2002-03, 2003-04, 2014-15, 2015-16, 2016-17, 2021-22. (Récord) | 1911-12, 1930-31, 1931-32, 1966, 1976-77, 1978-79, 1985-86, 1988-89, 2004-05, 2023-24, 2024-25. |
| Copa de la Liga de Hungría (2/0) | 2012-13, 2014-15. | |
| Supercopa de Hungría (6/2)       | 1993, 1994, 1995, 2004, 2015, 2016. (Récord) | 1992, 2003. |
|                                  | | |
| Segunda División (1/1)           | 2008-09. | 2006-07. |

### Torneos internacionales (1)
| Competición internacional | Títulos     | Subcampeonatos                   |
| ------------------------- | ----------- | -------------------------------- |
| Recopa de Europa (0/1)    |             | 1974-75.                         |
| Copa de Ferias (1/0)      | 1964-65.    |                                  |
|                           |             |                                  |
| Copa Mitropa (2/4)        | 1928, 1937. | 1935, 1938, 1939, 1940. (Récord) |

#### Torneos internacionales amistosos (17)
- Torneo de Budapest (5): 1927, 1935, 1947, 1949, 1950[23]
- Torneo de Viena (5): 1934,[24] 1937,[25] 1939,[26] 1946,[27] 1962[28]
- Copa Challenge (1): 1909[29]
- Torneo de Noel de París (1): 1935[30]
- Torneo de Amberes (1): 1936[31]
- Trofeo Teresa Herrera (1): 1970
- Trofeo Festa d'Elx (1): 1971
- Torneo Internacional de Verano (1): 1975[32]
- Trofeo Costa del Sol (1): 1979

## Participación en competiciones de la UEFA

### Por competición
| Torneo                       | Temp. | PJ  | PG  | PE | PP | GF  | GC  | DG  | Puntos |
| ---------------------------- | ----- | --- | --- | -- | -- | --- | --- | --- | ------ |
| Liga de Campeones de la UEFA | 14    | 63  | 24  | 16 | 23 | 99  | 109 | -10 | 88     |
| Liga Europa de la UEFA       | 22    | 93  | 36  | 22 | 35 | 142 | 123 | +19 | 130    |
| Recopa de Europa de la UEFA  | 8     | 35  | 16  | 6  | 13 | 67  | 51  | +16 | 54     |
| Copa Intertoto de la UEFA    | 2     | 12  | 3   | 2  | 7  | 18  | 18  | 0   | 11     |
| Copa de Ferias 1             | 5     | 42  | 23  | 5  | 14 | 73  | 43  | +30 | 74     |
| Total                        | 51    | 245 | 102 | 51 | 92 | 399 | 344 | +55 | 357    |

- 1: (No Oficial como competición de UEFA, sí por FIFA).

### Resultados
| Competicion UEFA | Competicion UEFA  | Competicion UEFA         | Competicion UEFA         | Competicion UEFA | Competicion UEFA | Competicion UEFA |
| Temporada        | Torneo            | Ronda                    | Club                     | Local            | Visita           | Global           |
| ---------------- | ----------------- | ------------------------ | ------------------------ | ---------------- | ---------------- | ---------------- |
| 1960–61          | Recopa de Europa  | Preliminar               | Rangers                  | 2–1              | 2–4              | 4–5              |
| 1962–63          | Copa de Ferias    | Dieciseisavos de final   | Viktoria Köln            | 4–1              | 3–4              | 7–5              |
| 1962–63          | Copa de Ferias    | Octavos de final         | Sampdoria                | 6–0              | 0–1              | 6–1              |
| 1962–63          | Copa de Ferias    | Cuartos de final         | Petrolul Ploiesti        | 2–0              | 0–1              | 2–1              |
| 1962–63          | Copa de Ferias    | Semifinales              | Dinamo Zagreb            | 0–1              | 1–2              | 1–3              |
| 1963–64          | Copa de Europa    | Preliminar               | Galatasaray              | 2–0              | 0–4              | 2–4              |
| 1964–65          | Copa de Ferias    | Treintaidosavos de final | Spartak Brno             | 2–0              | 0–1              | 2–1              |
| 1964–65          | Copa de Ferias    | Dieciseisavos de final   | Wiener                   | 2–1              | 0–1              | 2–2 2–0          |
| 1964–65          | Copa de Ferias    | Octavos de final         | Roma                     | 1–0              | 2–1              | 3–1              |
| 1964–65          | Copa de Ferias    | Cuartos de final         | Athletic Club            | 1–0              | 1–2              | 2–2 3–0          |
| 1964–65          | Copa de Ferias    | Semifinales              | Manchester United        | 1–0              | 2–3              | 3–3 2–1          |
| 1964–65          | Copa de Ferias    | Final                    | Juventus                 | –                | 1–0              | Campeón          |
| 1965–66          | Copa de Europa    | Preliminar               | Keflavík                 | 9–1              | 4–1              | 13–2             |
| 1965–66          | Copa de Europa    | Octavos de final         | Panathinaikos            | 0–0              | 3–1              | 3–1              |
| 1965–66          | Copa de Europa    | Cuartos de final         | Internazionale           | 1–1              | 0–4              | 1–5              |
| 1966–67          | Copa de Ferias    | Primera Ronda            | Olimpija Ljubljana       | 3–0              | 3–3              | 6–3              |
| 1966–67          | Copa de Ferias    | Dieciseisavos de final   | Örgryte IS               | 7–1              | 0–0              | 7–1              |
| 1966–67          | Copa de Ferias    | Octavos de final         | Eintracht Frankfurt      | 2–1              | 1–4              | 3–5              |
| 1967–68          | Copa de Ferias    | Treintaidosavos de final | Argeş Piteşti            | 4–0              | 1–3              | 5–3              |
| 1967–68          | Copa de Ferias    | Dieciseisavos de final   | Real Zaragoza            | 3–0              | 1–2              | 4–2              |
| 1967–68          | Copa de Ferias    | Octavos de final         | Liverpool                | 1–0              | 1–0              | 2–0              |
| 1967–68          | Copa de Ferias    | Cuartos de final         | Athletic Club            | 2–1              | 2–1              | 4–2              |
| 1967–68          | Copa de Ferias    | Semifinales              | Bologna                  | 3–2              | 2–2              | 5–4              |
| 1967–68          | Copa de Ferias    | Final                    | Leeds United             | 0–0              | 0–1              | 0–1              |
| 1968–69          | Copa de Europa    | Dieciseisavos de final   | Levski Sofia             | x–x              | x–x              | w/o              |
| 1969–70          | Copa de Europa    | Dieciseisavos de final   | CSKA Septemvriysko Zname | 4–1              | 1–2              | 5–3              |
| 1969–70          | Copa de Europa    | Octavos de final         | Leeds United             | 0–3              | 0–3              | 0–6              |
| 1970–71          | Copa de Ferias    | Treintaidosavos de final | Liverpool                | 1–1              | 0–1              | 1–2              |
| 1971–72          | Copa de la UEFA   | Treintaidosavos de final | Fenerbahçe               | 3–1              | 1–1              | 4–2              |
| 1971–72          | Copa de la UEFA   | Dieciseisavos de final   | Panionios                | x–x              | x–x              | w/o              |
| 1971–72          | Copa de la UEFA   | Octavos de final         | Eintracht Braunschweig   | 5–2              | 1–1              | 6–3              |
| 1971–72          | Copa de la UEFA   | Cuartos de final         | Željezničar Sarajevo     | 1–2              | 2–1              | 3–3 (p.)         |
| 1971–72          | Copa de la UEFA   | Semifinales              | Wolverhampton Wanderers  | 2–2              | 1–2              | 3–4              |
| 1972–73          | Recopa de Europa  | Dieciseisavos de final   | Floriana                 | 6–0              | 0–1              | 6–1              |
| 1972–73          | Recopa de Europa  | Octavos de final         | TJ Sparta ČKD Praha      | 2–0              | 1–4              | 3–4              |
| 1973–74          | Copa de la UEFA   | Treintaidosavos de final | Gwardia Warszawa         | 0–1              | 1–2              | 1–3              |
| 1974–75          | Recopa de Europa  | Dieciseisavos de final   | Cardiff City             | 2–0              | 4–1              | 6–1              |
| 1974–75          | Recopa de Europa  | Octavos de final         | Liverpool                | 0–0              | 1–1              | 1–1 (v.)         |
| 1974–75          | Recopa de Europa  | Cuartos de final         | Malmö                    | 1–1              | 3–1              | 4–2              |
| 1974–75          | Recopa de Europa  | Semifinales              | Estrella Roja            | 2–1              | 2–2              | 4–3              |
| 1974–75          | Recopa de Europa  | Final                    | Dinamo de Kiev           | –                | 0–3              | Subcampeón       |
| 1976–77          | Copa de Europa    | Dieciseisavos de final   | Jeunesse Esch            | 5–1              | 6–2              | 11–3             |
| 1976–77          | Copa de Europa    | Octavos de final         | Dinamo Dresde            | 1–0              | 0–4              | 1–4              |
| 1977–78          | Copa de la UEFA   | Treintaidosavos de final | Marek Dupnitsa           | 2–0              | 0–3              | 2–3              |
| 1978–79          | Recopa de Europa  | Dieciseisavos de final   | Kalmar FF                | 2–0              | 2–2              | 4–2              |
| 1978–79          | Recopa de Europa  | Octavos de final         | Magdeburgo               | 2–1              | 0–1              | 2–2 (v.)         |
| 1979–80          | Copa de la UEFA   | Treintaidosavos de final | Lokomotiv Sofia          | 2–0              | 0–3              | 2–3              |
| 1981–82          | Copa de Europa    | Dieciseisavos de final   | Baník Ostrava            | 3–2              | 0–3              | 3–5              |
| 1982–83          | Copa de la UEFA   | Treintaidosavos de final | Athletic Club            | 2–1              | 1–1              | 3–2              |
| 1982–83          | Copa de la UEFA   | Dieciseisavos de final   | Zürich                   | 1–1              | 0–1              | 1–2              |
| 1983–84          | Copa de la UEFA   | Treintaidosavos de final | PSV Eindhoven            | 0–2              | 2–4              | 2–6              |
| 1984             | Copa Intertoto    | Grupo 9                  | Zürich                   | 3–0              | 0–1              | 3°               |
| 1984             | Copa Intertoto    | Grupo 9                  | Spartak Trnava           | 3–1              | 1–1              | 3°               |
| 1984             | Copa Intertoto    | Grupo 9                  | Austria Klagenfurt       | 0–0              | 2–3              | 3°               |
| 1986             | Copa Intertoto    | Grupo 11                 | Slavia Praga             | 0–1              | 0–2              | 4°               |
| 1986             | Copa Intertoto    | Grupo 11                 | Sturm Graz               | 0–1              | 5–1              | 4°               |
| 1986             | Copa Intertoto    | Grupo 11                 | Lucerna                  | 2–4              | 2–3              | 4°               |
| 1989–90          | Recopa de Europa  | Dieciseisavos de final   | Haka                     | 5–1              | 1–1              | 6–2              |
| 1989–90          | Recopa de Europa  | Octavos de final         | Admira Wacker            | 0–1              | 0–1              | 0–2              |
| 1990–91          | Copa de la UEFA   | Treintaidosavos de final | Royal Antwerpen          | 3–1              | 0–0              | 3–1 (pró.)       |
| 1990–91          | Copa de la UEFA   | Dieciseisavos de final   | Brøndby IF               | 0–1              | 0–3              | 0–4              |
| 1991–92          | Recopa de Europa  | Dieciseisavos de final   | Levski Sofia             | 4–1              | 3–2              | 7–3              |
| 1991–92          | Recopa de Europa  | Octavos de final         | Werder Bremen            | 0–1              | 2–3              | 2–4              |
| 1992–93          | Liga de Campeones | Primera Ronda            | Slovan Bratislava        | 0–0              | 1–4              | 1–4              |
| 1993–94          | Recopa de Europa  | Dieciseisavos de final   | Wacker Innsbruck         | 1–2              | 0–3              | 1–5              |
| 1994–95          | Recopa de Europa  | Ronda Previa             | F91 Dudelange            | 6–1              | 6–1              | 12–2             |
| 1994–95          | Recopa de Europa  | Dieciseisavos de final   | CSKA Moscú               | 2–1              | 1–2              | 3–3 (pró.)       |
| 1994–95          | Recopa de Europa  | Octavos de final         | Porto                    | 2–0              | 0–6              | 2–6              |
| 1995–96          | Liga de Campeones | Clasificatoria           | Anderlecht               | 1–1              | 1–0              | 2–1              |
| 1995–96          | Liga de Campeones | Grupo D                  | Grasshopper              | 3–3              | 3–0              | 3°               |
| 1995–96          | Liga de Campeones | Grupo D                  | Ajax Ámsterdam           | 1–5              | 0–4              | 3°               |
| 1995–96          | Liga de Campeones | Grupo D                  | Real Madrid              | 1–1              | 1–6              | 3°               |
| 1996–97          | Liga de Campeones | Clasificatoria           | IFK Göteborg             | 1–1              | 0–3              | 1–4              |
| 1996–97          | Copa de la UEFA   | Treintaidosavos de final | Olympiacos               | 3–1              | 2–2              | 5–3              |
| 1996–97          | Copa de la UEFA   | Dieciseisavos de final   | Newcastle United         | 3–2              | 0–4              | 3–6              |
| 1997–98          | Copa de la UEFA   | Primera Ronda            | Bohemian                 | 5–0              | 1–0              | 6–0              |
| 1997–98          | Copa de la UEFA   | Segunda Ronda            | Helsingborgs IF          | 0–1              | 1–0              | 1–1 (pró.)       |
| 1997–98          | Copa de la UEFA   | Treintaidosavos de final | OFI Creta                | 2–1              | 0–3              | 2–4              |
| 1998–99          | Copa de la UEFA   | Primera Ronda            | Principat                | 6–0              | 8–1              | 14–1             |
| 1998–99          | Copa de la UEFA   | Segunda Ronda            | AEK Atenas               | 4–2              | 0–4              | 4–6              |
| 1999–2000        | Copa de la UEFA   | Ronda Previa             | Constructorul Chisinau   | 3–1              | 1–1              | 4–2              |
| 1999–2000        | Copa de la UEFA   | Primera Ronda            | Teplice                  | 1–1              | 1–3              | 2–4              |
| 2001–02          | Liga de Campeones | Segunda Ronda            | Hajduk Split             | 0–0              | 0–0              | 0–0 (p.)         |
| 2002–03          | Copa de la UEFA   | Ronda Previa             | AEL Limassol             | 4–0              | 1–2              | 5–2              |
| 2002–03          | Copa de la UEFA   | Primera Ronda            | Kocaelispor              | 4–0              | 1–0              | 5–0              |
| 2002–03          | Copa de la UEFA   | Segunda Ronda            | VfB Stuttgart            | 0–0              | 0–2              | 0–2              |
| 2003–04          | Copa de la UEFA   | Ronda Previa             | Birkirkara               | 1–0              | 5–0              | 6–0              |
| 2003–04          | Copa de la UEFA   | Primera Ronda            | Copenhague               | 1–1              | 1–1              | 2–2 (2-3 p.)     |
| 2004–05          | Liga de Campeones | Segunda Ronda            | Tirana                   | 0–1              | 3–2              | 3–3 (v.)         |
| 2004–05          | Liga de Campeones | Tercera Ronda            | Sparta Praga             | 1–0              | 0–2              | 1–2 (pró.)       |
| 2004–05          | Copa de la UEFA   | Primera Ronda            | Millwall                 | 3–1              | 1–1              | 4–2              |
| 2004–05          | Copa de la UEFA   | Grupo A                  | Feyenoord Rotterdam      | 1–1              | –                | 4°               |
| 2004–05          | Copa de la UEFA   | Grupo A                  | Schalke 04               | –                | 0–2              | 4°               |
| 2004–05          | Copa de la UEFA   | Grupo A                  | Basel                    | 1–2              | –                | 4°               |
| 2004–05          | Copa de la UEFA   | Grupo A                  | Heart of Midlothian      | –                | 1–0              | 4°               |
| 2005–06          | Copa de la UEFA   | Primera Ronda            | MTZ-RIPO Minsk           | 0–2              | 2–1              | 2–3              |
| 2011–12          | Liga Europea      | Primera Ronda            | Ulisses                  | 3–0              | 2–0              | 5–0              |
| 2011–12          | Liga Europea      | Segunda Ronda            | Aalesunds FK             | 2–1              | 1–3 (pró.)       | 3–4              |
| 2014–15          | Liga Europea      | Primera Ronda            | Sliema Wanderers         | 2–1              | 1–1              | 3–2              |
| 2014–15          | Liga Europea      | Segunda Ronda            | Rijeka                   | 1–2              | 0–1              | 1–3              |
| 2015–16          | Liga Europea      | Primera Ronda            | Go Ahead Eagles          | 4–1              | 1–1              | 5–2              |
| 2015–16          | Liga Europea      | Segunda Ronda            | Željezničar              | 0–1              | 0–2              | 0–3              |
| 2016–17          | Liga de Campeones | Segunda Ronda            | Partizani Tirana         | 1–1              | 1–1              | 2–2 (1-3 p.)     |
| 2017–18          | Liga Europea      | Primera Ronda            | Jelgava                  | 2–0              | 1–0              | 3–0              |
| 2017–18          | Liga Europea      | Segunda Ronda            | Midtjylland              | 2–4              | 1–3              | 3–7              |
| 2018–19          | Liga Europea      | Primera Ronda            | Maccabi Tel Aviv         | 1–1              | 0–1              | 1–2              |
| 2019–20          | Liga de Campeones | Primera Ronda            | Ludogorets Razgrad       | 2–1              | 3–2              | 5–3              |
| 2019–20          | Liga de Campeones | Segunda Ronda            | Valleta                  | 3–1              | 1–1              | 4–2              |
| 2019–20          | Liga de Campeones | Tercera ronda            | Dinamo Zagreb            | 0–4              | 1–1              | 1–5              |
| 2019–20          | Liga Europea      | Play-Off                 | Sūduva Marijampolė       | 4–2              | 0–0              | 4–2              |
| 2019–20          | Liga Europea      | Grupo H                  | Espanyol                 | 2–2              | 1–1              | 3° lugar         |
| 2019–20          | Liga Europea      | Grupo H                  | PFC Ludogorets Razgrad   | 0–3              | 1–1              | 3° lugar         |
| 2019–20          | Liga Europea      | Grupo H                  | CSKA Moscú               | 0–0              | 1–0              | 3° lugar         |
| 2020-21          | Liga de Campeones | Primera Ronda            | Djurgårdens              | 2–0              | –                | 2–0              |
| 2020-21          | Liga de Campeones | Segunda ronda            | Celtic                   | –                | 2–1              | 2–1              |
| 2020-21          | Liga de Campeones | Tercera ronda            | Dinamo Zagreb            | 2–1              | –                | 2–1              |
| 2020-21          | Liga de Campeones | Play-Off                 | Molde                    | 0–0              | 3–3              | 3–3 (v.)         |
| 2020-21          | Liga de Campeones | Grupo G                  | Barcelona                | 0–3              | 1–5              | 4° lugar         |
| 2020-21          | Liga de Campeones | Grupo G                  | Dinamo de Kiev           | 2–2              | 0–1              | 4° lugar         |
| 2020-21          | Liga de Campeones | Grupo G                  | Juventus                 | 1–4              | 1–2              | 4° lugar         |
| 2021-22          | Liga de Campeones | Primera Ronda            | Pristina                 | 3–0              | 3–1              | 6–1              |
| 2021-22          | Liga de Campeones | Segunda Ronda            | Žalgiris                 | 2–0              | 3–1              | 5–1              |
| 2021-22          | Liga de Campeones | Tercera Ronda            | Slavia Praga             | 2–0              | 0–1              | 2–1              |
| 2021-22          | Liga de Campeones | Play-Off                 | Young Boys               | 2–3              | 2–3              | 4–6              |
| 2021-22          | Liga Europea      | Grupo G                  | Bayer Leverkusen         | 1–0              | 1–2              | 4° lugar         |
| 2021-22          | Liga Europea      | Grupo G                  | Real Betis               | 1–3              | 0–2              | 4° lugar         |
| 2021-22          | Liga Europea      | Grupo G                  | Celtic                   | 2–3              | 0–2              | 4° lugar         |
| 2022–23 2022-23  | Liga de Campeones | Primera Ronda            | Tobol Kostanai           | 5-1              | 0-0              | 5-1              |
| 2022–23 2022-23  | Liga de Campeones | Segunda Ronda            | Slovan Bratislava        | 1-2              | 4-1              | 5-3              |
| 2022–23 2022-23  | Liga de Campeones | Tercera Ronda            | Qarabağ FK               | 1–3              | 1-1              | 2-4              |
| 2022–23 2022-23  | Liga Europea      | Play-Off                 | Shamrock Rovers          | 4-0              | 0-1              | 4-1              |
| 2022–23 2022-23  | Liga Europea      | Grupo H                  | Trabzonspor              | 3-2              | 0-1              | 1º Lugar         |
| 2022–23 2022-23  | Liga Europea      | Grupo H                  | AS Monaco                | 1-1              | 1-0              | 1º Lugar         |
| 2022–23 2022-23  | Liga Europea      | Grupo H                  | Estrella Roja            | 2-1              | 1-4              | 1º Lugar         |
| 2022–23 2022-23  | Liga Europea      | Octavos de final         | Bayer Leverkusen         | 0-2              | 0-2              | 0-4              |
| 2023–24          | Liga de Campeones | Primera Ronda            | KÍ Klaksvik              | 0–3              | 0-0              | 0–3              |
| 2023–24          | Liga Conferencia  |                          |                          |                  |                  |                  |
| 2023–24          | Segunda Ronda     | Shamrock Rovers          | 4-0                      | 2-0              | 6-0              |                  |
| 2023–24          | Tercera Ronda     | Ħamrun Spartans          | 2-1                      | 6-1              | 8-2              |                  |
| 2023–24          | Play-Off          | Žalgiris Vilna           | 3-0                      | 4-0              | 7-0              |                  |
| 2023–24          | Grupo F           | Čukarički Belgrado       | 3-1                      | 2-1              | 2º Lugar         |                  |
| 2023–24          | Grupo F           | Fiorentina               | 1-1                      | 2-2              | 2º Lugar         |                  |
| 2023–24          | Grupo F           | KRC Genk                 | 1-1                      | 0-0              | 2º Lugar         |                  |
| 2023–24          | Play-Off          | Olympiacos               | 0-1                      | 0-1              | 0-2              |                  |
| 2024-25          | Liga de Campeones | Segunda Ronda            | The New Saints           | 5-0              | 2-1              | 7-1              |
| 2024-25          | Liga de Campeones | Tercera Ronda            | FC Midtjylland           | 1-1              | 0-2              | 1-3              |
| 2024-25          | Liga Europea      | Play-Off                 | Borac Banja Luka         | 0-0              | 1-1 (3-2)        | 1-1              |
| 2024-25          | Liga Europea      | Fase Liga                | Anderlecht               |                  | 1-2              |                  |
| 2024-25          | Liga Europea      | Fase Liga                | Tottenham Hotspur        | 1-2              |                  |                  |
| 2024-25          | Liga Europea      | Fase Liga                | OGC Nice                 | 1-0              |                  |                  |
| 2024-25          | Liga Europea      | Fase Liga                | Dynamo Kyiv              |                  | 4-0              |                  |
| 2024-25          | Liga Europea      | Fase Liga                | Malmö FF                 | 4-1              |                  |                  |
| 2024-25          | Liga Europea      | Fase Liga                | PAOK                     |                  | 0-5              |                  |
| 2024-25          | Liga Europea      | Fase Liga                | Eintracht Frankfurt      |                  | 0-2              |                  |
| 2024-25          | Liga Europea      | Fase Liga                | AZ Alkmaar               | 4-3              |                  |                  |

Notas:
- 1: Desempate Copa de Ferias 1964-65 vs. Wiener (2–0)
- 2: Desempate Copa de Ferias 1964-65 vs. Athletic Club (3–0)
- 3: Desempate Copa de Ferias 1964-65 vs. Manchester United (2–1)

## Femenino
La sección femenina fue creada en el año de 1979 bajo el nombre de László Kórház Sportklub. Cinco años después, la Asociación Húngara de Fútbol, creó la liga húngara para la rama femenina, ganándola consecutivamente por tres veces, y esperó dos temporadas para volverla a ganar. A mitades de los 90, la ganó por dos veces consecutivas, y una súpercopa; y tanto a finales de esa misma década como la del inicio de la década del 2000, otras tres, tanto en liga como en copa y en súpercopa. A partir de la temporada 2004-2005, la franquicia femenina del Ferencváros registraba malos resultados, ubicándose en las últimas posiciones, dado a la crisis financiera que lo aquejaba, haciendo inevitable su extinción en el año 2006. Por suerte, esta franquicia vuelve a ser refundada en ese mismo año, dando mejores productividades y buenos resultados, aunque llevan actualmente 11 temporadas sin conseguir un título.

### Palmarés

#### Torneos nacionales
- Liga Húngara Femenina (9): 1985, 1986, 1987, 1989, 1994, 1995, 1998, 1999, 2000
- Copa Femenina de Hungría (5): 1998, 1999, 2000, 2003, 2004
- Supercopa Femenina de Hungría (4): 1996, 1998, 1999, 2000

## Waterpolo
El equipo de waterpolo cosechó muchos éxitos, sobre todo en las décadas de los años 10, 20 y 70.

### Jugadores de waterpolo
Entre los waterpolistas destacados en sus filas esta:
- István Szívós

### Palmarés de waterpolo
- 22 veces campeón de la liga de Hungría de waterpolo masculino (1910, 1911, 1912, 1913, 1918, 1919, 1920, 1921, 1922, 1925, 1926, 1927, 1944, 1956, 1962, 1963, 1965, 1968, 1988, 1989, 1990 y 2000)
- 3 veces campeón de la recopa de Europa de waterpolo masculino (1975, 1978 y 1980)
- 2 veces campeón de la supercopa de Europa de waterpolo masculino (1978 y 1980)[34]